# 2S9自走迫擊砲
2S9 NONA（俄語：2С9 «Нона-С»），是120公釐自走迫擊砲是一種可用於空降的自走迫擊砲，提供蘇聯空降部隊於空降作戰時所需的間接與直接支援火力，特別是可直接用作反戰車武器。該車首次出現於1985年，到目前為止雖然從未公布生產數量，但推測應在1,200輛以上。

## 名稱
Нона的俄語全稱為，英文為Newest Ordnance of Ground Artillery，意思是“地面砲兵的最新款火炮”。

## 構型
2S9以加長型BMD空降戰鬥車為底盤，結構上可分成指揮艙、戰鬥艙和動力艙三個區段。指揮艙位於車體前段、砲塔之前的位置，駕駛和車長乘坐於此，並分別配有3具潛望鏡，車長另配置通訊和導航裝備。中央段為戰鬥艙和砲塔，砲手和裝填手分置在左右兩側；砲塔底部為裝有60枚砲彈的彈藥箱。後段的動力艙裝有一具5D20柴油引擎，最大輸出300匹馬力，推重比34.5馬力／噸，顯見機動性優於大多數主力戰車。
車體和砲塔由鋼板焊接而成，裝甲最厚處16公釐，顯然防護能力不足。承載系統與BMD空降戰鬥車相同，採用扭力桿承載系統，但路輪數量由5對增至6對；底盤距地高度可在100至450公釐間調整，以利空降作業遂行。本車亦如同一般蘇聯裝甲車輛，具備基本兩棲操作能力，入水後可利用噴水系統前進。

## 武裝
主砲為2A60 120公釐後膛裝填式迫擊砲，具有極為少見的間斷式螺旋砲閂機構（Interrupted-screw breech），裝填採人力作業，最高射速6至8發／分。使用的彈藥依間接或直接射擊方式可分為兩大類。間接射擊時可選用高爆砲彈、白磷彈和煙幕彈等彈種，射擊高爆彈時最大射程8,855公尺，若使用火箭助推砲彈時最大射程可達13公里；直接射擊時使用反戰車高爆彈，可擊穿600公釐厚均質鋼板。

## 運用與發展現況
2S9可利用任一型號的俄製中（如An-22運輸機）／重型（如Il-76運輸機）運輸機載運，並透過PRSM-915重型空投緩降系統（操作高度300至1,500公尺）進行空降作業。
除了蘇聯空降突擊師外，少數陸軍部隊和海軍步兵亦有部署，也曾參與1979年阿富汗戰爭，戰後蘇聯將部分車輛轉交阿富汗政府軍使用，但現況不明。

## 使用國家
- 阿富汗：狀況不明。
- ：27輛，18輛仍服役中。
- 白俄羅斯：54輛，48輛仍服役中。
- ：12輛服役中。
- 摩尔多瓦：9輛服役中。
- 苏联、 俄羅斯：780輛服役中。
- ：203輛服役中。
- 乌克兰：64輛，42輛仍服役中。
- ：60輛，54輛仍服役中。
- ：25輛服役中。
- 委內瑞拉：18輛服役中。

## 外部連結
- 2S9 Nona-S Family （页面存档备份，存于）
- 2S9 Anona (Anemone)- 120mm SPH/Mortar（页面存档备份，存于）
- 2S9 120-mm SELF-PROPELLED HOWITZER/MORTAR (SO-120)
- 2S9 Anona (Anemone)- 120mm SPH/Mortar（页面存档备份，存于）
- 2S9 Nona, Central Museum of Armed Forces, Moscow, Russia, by Vladimir Yakubov（页面存档备份，存于）